# 潘若迪
潘若迪（英語：Eddie Pan，1963年12月4日—），台灣男藝人、健身教練及健身房老闆，被封為「亞洲有氧天王」，其健身教學風格幽默風趣而大受歡迎。從事有氧舞蹈教學逾30年，乘著其王牌健身教練身份，多次受邀參與亮相綜藝節目而有名。

## 經歷
潘若迪的演藝細胞來自父母的遺傳不少，母親是臺灣電視公司《群星會》歌星憶如，父親是中華民國陸軍退役少將暨中華電視公司美術組退休員工潘麗生。
潘若迪曾在台視長壽節目《五燈獎》的競賽單元〈流行熱舞比賽〉打敗L.A. Boyz，曾在中國廣播公司「中廣流行之星」歌唱比賽拿下第一名。
2011年，潘若迪與小15歲的演藝圈外女友邱怡寧（Kiki，又名邱琦琦）結婚。2013年5月，女兒「潘朵拉_拉拉」出生。
2017年2月，潘若迪於內湖科學園區成立自己的有氧舞蹈工作室 （页面存档备份，存于），親自培訓其星級教練團隊。

## 個人生活
2003年，潘若迪曾與著名棒球投手郭泰源之女星妻子張瓊姿有婚外情之嫌，被台灣蘋果日報狗仔隊拍下長達一小時的疑似車震事件。據悉，張瓊姿參加潘的課程後，疑互生情愫而擦出愛火，來往甚密。事件導致郭泰源大怒、一度要求離婚，張極力挽回之下，加上潘其後承諾與張保持距離，事件平息。
2024年7月3日，鏡週刊爆料潘若迪與邱怡寧疑似離婚，艾迪昇傳播總經理兼潘若迪經紀人林志遠否認離婚。

## 主持作品

### 電視節目
| 年份   | 頻道     | 節目名稱       |
| ------ | -------- | -------------- |
| 2015年 | 中天電視 | 《麻辣同學會》 |

## 作品

### 著作
- ——. . 方智出版社. 2002年5月. ISBN 9789576798320.
- ——. . 方智出版社. 2003年5月. ISBN 9789576798733.
- ——. . 方智出版社. 2004年7月. ISBN 9789576799228.
- ——. . 日日幸福事業. 2015年6月. ISBN 9789576799228.

### 寫真集
- 杜達雄. . 2000年8月. ISSN 1607-2243.

## 經歷、獲獎紀錄
- YouTube創作者獎_白銀創作者獎
- 「中廣流行之星」歌唱比賽第一名。
- 榮獲2001年ASIA FIT全亞洲體適能專業舞蹈教師評比第一名。
- 台灣體適能有氧大會指定指導教師。
- 多位演藝人員的健身教練、編舞老師。 （羅志祥、S.H.E……等）
- 曾擔任四大天王的專屬舞者。
- 牙齒也因為十分白皙常常被拿來做比較（RDW）若迪白

## 外部連結
- 潘若迪線上開課帶動跳 42歲女學員改善體質 （页面存档备份，存于）

- 潘若迪被看3260萬次 YT送白銀創作者獎牌 （页面存档备份，存于）

- 80歲奶奶練舞3年 潘若迪感動「車資都比學費多」 （页面存档备份，存于）

- 遭爆「曾和老保母泡澡」！潘若迪「險和沈玉琳翻臉」：鬼話你們也信？ （页面存档备份，存于）